# Peder Lunde
Peder Eugen Lunde (Nordstrand, 25 de maio de 1918 — 26 de dezembro de 2009) foi um velejador norueguês, medalhista olímpico. Ele competiu nos Jogos Olímpicos de Verão de 1952 na classe 5.5 Metre e conquistou a medalha de prata a bordo do Encore, ao lado de Vibeke Lunde e Børre Falkum-Hansen.
Filho do campeão olímpico Eugen Lunde, Peder cresceu na ilha de Ormøya, perto de Oslo, e aprendeu a velejar desde cedo. A partir de 1936 navegou com Vibeke, sua futura esposa. Durante toda sua carreira profissional, fez parte do Kongelig Norsk Seilforening. Em 1960, seu filho Peder Lunde Jr. conseguiu o ouro olímpico na classe Flying Dutchman.